# Parque nacional de Syöte
El parque nacional de Syöte (en finés: Syötteen kansallispuisto) es un parque nacional en las regiones de Ostrobothnia del Norte y de Laponia, ambas en el país europeo de Finlandia. El Parque Nacional de Syöte es un conjunto de bosques de antiguo crecimiento, parte del cual es bosque de altura. Una cuarta parte de la zona del parque está cubierta por ciénagas de diferentes tipos. Posee una superficie estimada en 299 kilómetros cuadrados y fue establecido en el año 2000. Para el año 2009 tuvo un estimado de 40 mil visitantes.